# Hakea commutata
Hakea commutata är en tvåhjärtbladig växtart som beskrevs av F. Müll.. Hakea commutata ingår i släktet Hakea och familjen Proteaceae. Inga underarter finns listade i Catalogue of Life.